# NGC 3011
NGC 3011 ist eine linsenförmige Galaxie vom Hubble-Typ S0 im Sternbild Löwe. Sie ist schätzungsweise 67 Millionen Lichtjahre von der Milchstraße entfernt.
Das Objekt wurde am 21. April 1886 von Lewis Swift entdeckt.